# Rogaland
Rogalandⓘ là một hạt của Na Uy. Rogaland giáp với Hordaland, Telemark, Aust-Agder và Vest-Agder. Hạt này có diện tích là km², dân số thời điểm năm là người. Chính quyền hạt đóng ở thành phố Stavanger. Đây là trung tâm dầu mỏ của Na Uy, nhờ đó, tỷ lệ thất nghiệp thấp nhất trong các hạt ở Na Uy, chỉ có tỷ lệ thất nghiệp 1,1%.

## Các đô thị
Rogaland có 26 đô thị:
| 1. Bjerkreim 2. Bokn 3. Eigersund 4. Finnøy 5. Forsand 6. Gjesdal 7. Hå 8. Haugesund 9. Hjelmeland 10. Karmøy 11. Klepp 12. Kvitsøy 13. Lund | 1. Randaberg 2. Rennesøy 3. Sandnes 4. Sauda 5. Sokndal 6. Sola 7. Stavanger 8. Strand 9. Suldal 10. Time 11. Tysvær 12. Utsira 13. Vindafjord |